# Kostel svatého Zikmunda (Stráž pod Ralskem)
Kostel svatého Zikmunda je filiální římskokatolický kostel postavený v barokním slohu v 18. století. Původně byl chrám ve správě Římskokatolické farnosti ve Stráži pod Ralskem. Nachází se u křižovatky ulic Mimoňské a U Potoka ve Stráži pod Ralskem v okrese Česká Lípa. V těsném sousedství kostela se nachází barokní budova fary, hřbitov a parčík se sochou císaře Josefa II. Společně s farou je kostel chráněn jako kulturní památka.

## Historie

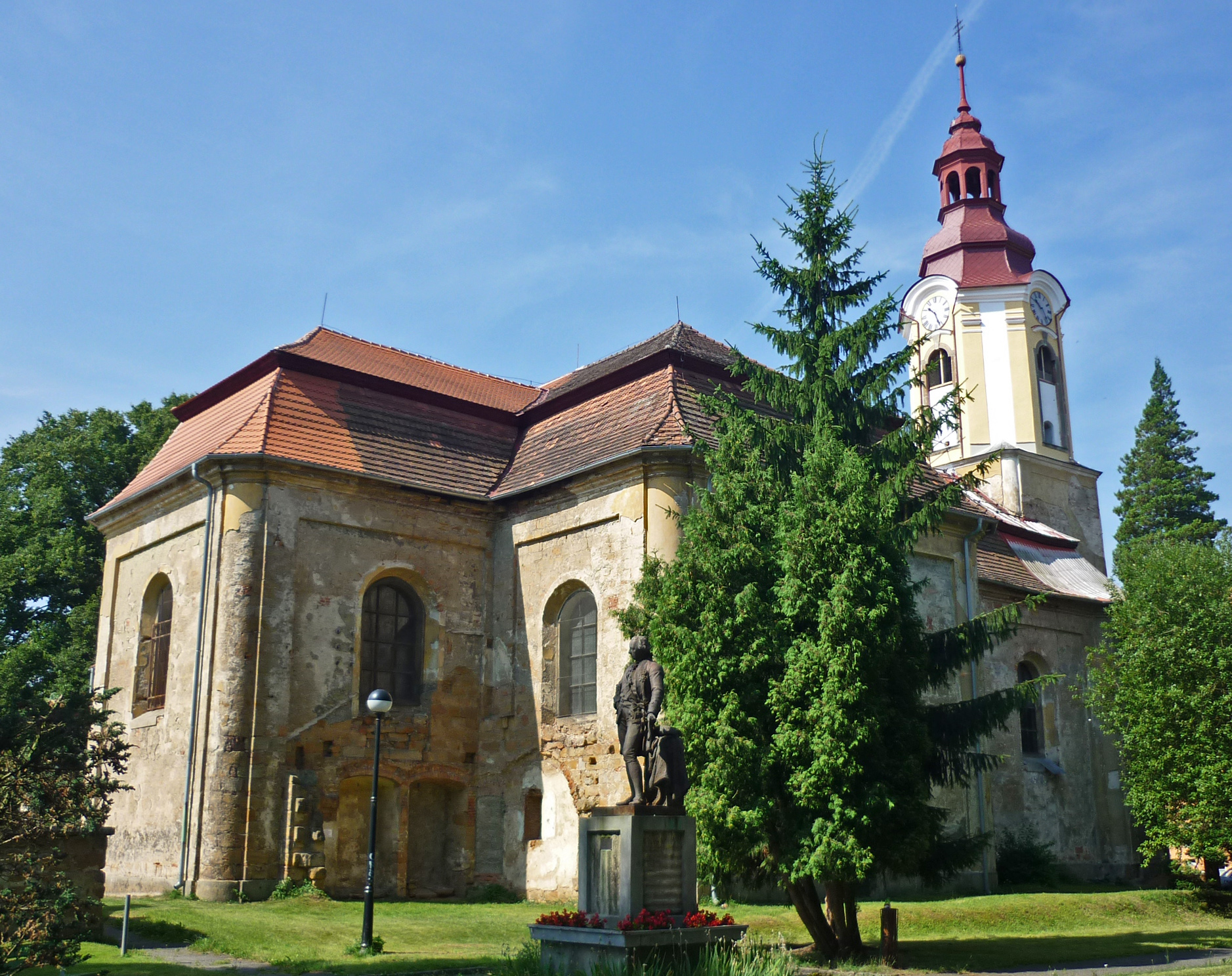
Pohled na závěr kostel sv. Zikmunda a sochu Josefa II. od severovýchodu.

Původní gotický farní kostel ze 13. století byl zasvěcen svatému Mikuláši. Když panství získali Vartenberkové, došlo roku 1413 ke změně zasvěcení na svatého Zikmunda.
V letech 1772–1779, již po přestavbě gotického kostela na renesanční, byl na stejné místo postaven hrabětem Františkem Hartigem zhruba do dnešní podoby pozdního baroka nový kostel. Architektem nové stavby byl J.J. Kunz, který starý kostel nechal zbořit. Nový kostel byl vysvěcen 2. května 1781. Drobné stavební úpravy probíhaly i v 18. a 19. století. Z předchozího období zůstala věž, která byla přistavěna již roku 1605.
V letech 1735–1884 byli v kryptě před hlavním oltářem pohřbíváni příslušníci šlechtického rodu Hartigů, kteří byli poslední vrchností ve Stráži pod Ralskem.
Od roku 1945 stavba postupně chátrala. V roce 1960 byl kostel uzavřen a poté využíván jako skladiště. Teprve kolem roku 2000 začaly z iniciativy mimoňského faráře Václava Horniaka postupné opravy. Podílelo se na nich i město.

## Současné užívání
Farní kostel dnes slouží k pravidelným bohoslužbám (středy, neděle). Vede je zpravidla mimoňský farář Václav Horniak (excurrendo).
Kostel byl zpřístupněn i na Noc kostelů v květnu 2013 i o rok později, kdy v něm proběhla celá řada zajímavých akcí.

## Architektura
Kostel stojí na půdorysu latinského kříže. Věž se nachází v rizalitu dlouhého ramene. Po jižní straně presbytáře je pravoúhlý přístavek. Vnějšek kostela je členěn vpadlými poli. Vnitřek kostela je sklenut plackovými klenbami. Výmalba vnitřních kleneb a bosáží pochází z 80. let 19. století. Výmalba boční kaple z let 1979-1983 je od akad. malíře Vojmíra Vokolka. Zejména freska Adorace rakety je na svou dobu výjimečná svou otevřenou kritikou soudobých poměrů.

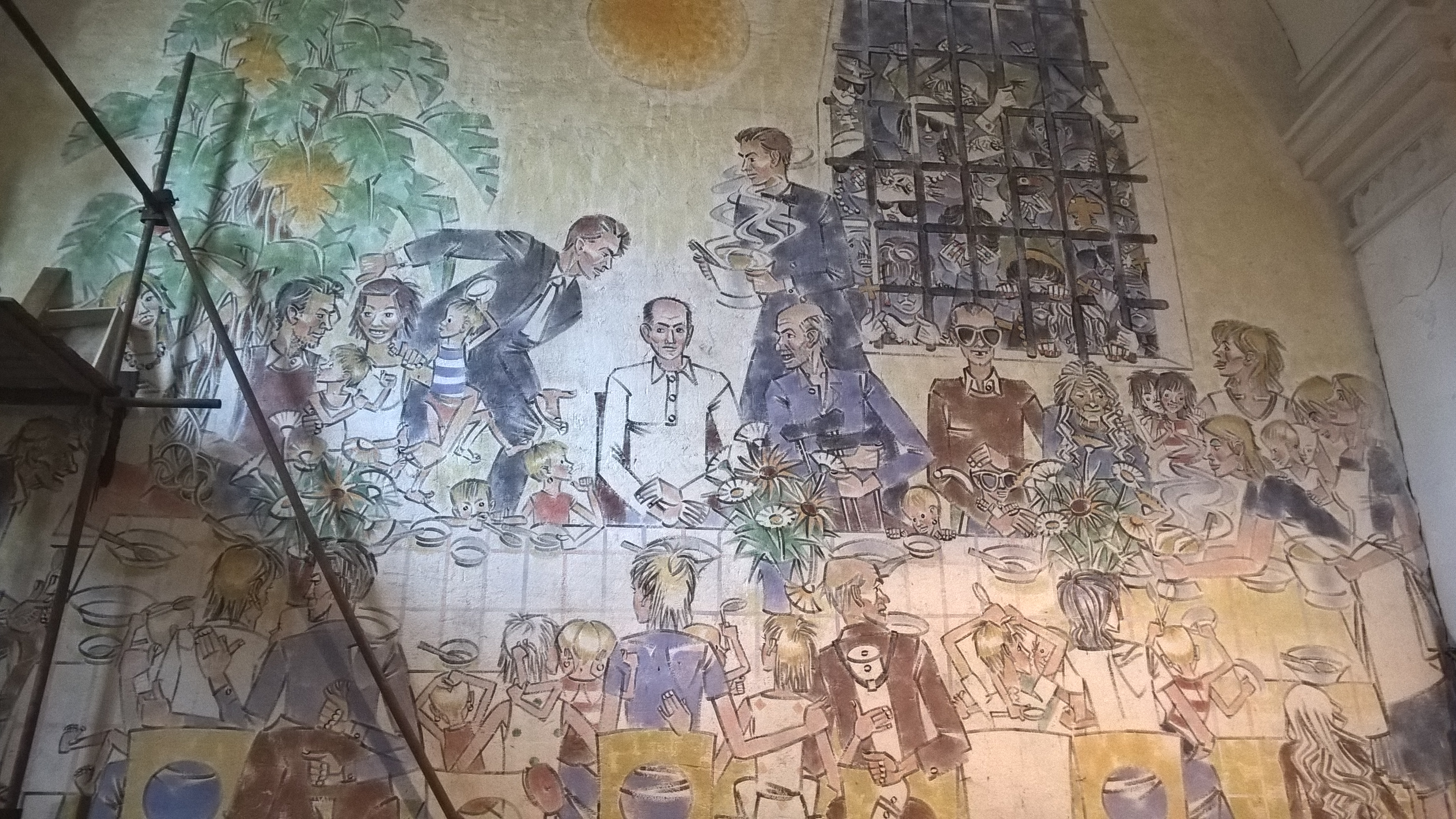
Nástěnná malba Vojmíra Vokolka z 80. let 20. století v interiéru kostela

## Vybavení
Původní zařízení kostela z 18. století utrpělo během periody chátrání, část byla odvezena jinam, některé památky nenávratně odcizeny, např. oltářní obraz adorace svatého Zikmunda od mistra Pamnicha. Obraz byl v r. 2002 rekonstruován na základě fotografie. Autorem obrazů Dobrého pastýře, sv. Ignáce a „Nechte maličkých přijíti ke mně“ je Josef Führich, který je namaloval v letech 1841-1844.[zdroj?]
Vojmír Vokolek kromě fresky v boční kapli vytvořil pro tento kostel i svícny a svatostánek.

### Varhany[zdroj?]
Původní nástroj 1726 – Stráž pod Ralskem, výstavba nových varhan v kostele sv. Zikmunda se 14 rejstříky. Varhany se nezachovaly, roku 1912 je nahradil nový nástroj Heinricha Schiffnera. Současné varhany Martina Zausse pocházející původně z Chebu, byly v roce 1953 přeneseny regenschorim Janem Vovsem do Děčína, kostela sv. Františka na Husově náměstí. V roce 2000 byly prodány na díly do Stráže pod Ralskem, aby je následně nainstaloval a opravil varhanář Pavel Truhlář se svým synem. Financováno z programu Rozvoje venkova. 26.11. 2006 nástroj opětovně vysvětil litoměřický biskup Mons. Pavel Posád.

#### Dispozice:
- I. manál: Principal 8´, Hohflŏte 4´, Doppelflŏte 8´, Gedakt 8´, Dolce 8´, Octave 4´, Picollo 2´ (původně Gamba 8´, zbavena strojku a zkrácena), Mixtur 2fach.

- II.manuál: Nachthorn 8´ (zkrácený, na nepůvodním popisku Lesní roh), Flute harmonique 8´, Still gedakt 8´, Salicional 8´, Quinte 2 2/3´(zkrácená, nepůvodní popisek, Fugara), Flute harmonique 4´, Flute 2´ (zkrácená, na nepůvodním popisku Flétna lesní).

- Pedál: Zartflōte 8´, Still gedakt 16´, Subbas 16´, Octavbas 8´ (zkrácený, původně Violon).

- Pomocná zařízení: Tremulant II. man., Manual koppel II/I, Pedal koppel I/P, Pedal koppel II/P, Suboctav koppel II/I, Superoctav koppel II/I. Kolektivy: PP, P, mF, F, FF, Pleno, anulátor. Sklopné šlapky Jalousie schweller pro II. manuál, crescendo/decrescendo. Kalkant z levé strany. Dmychadlo Laukhuff.

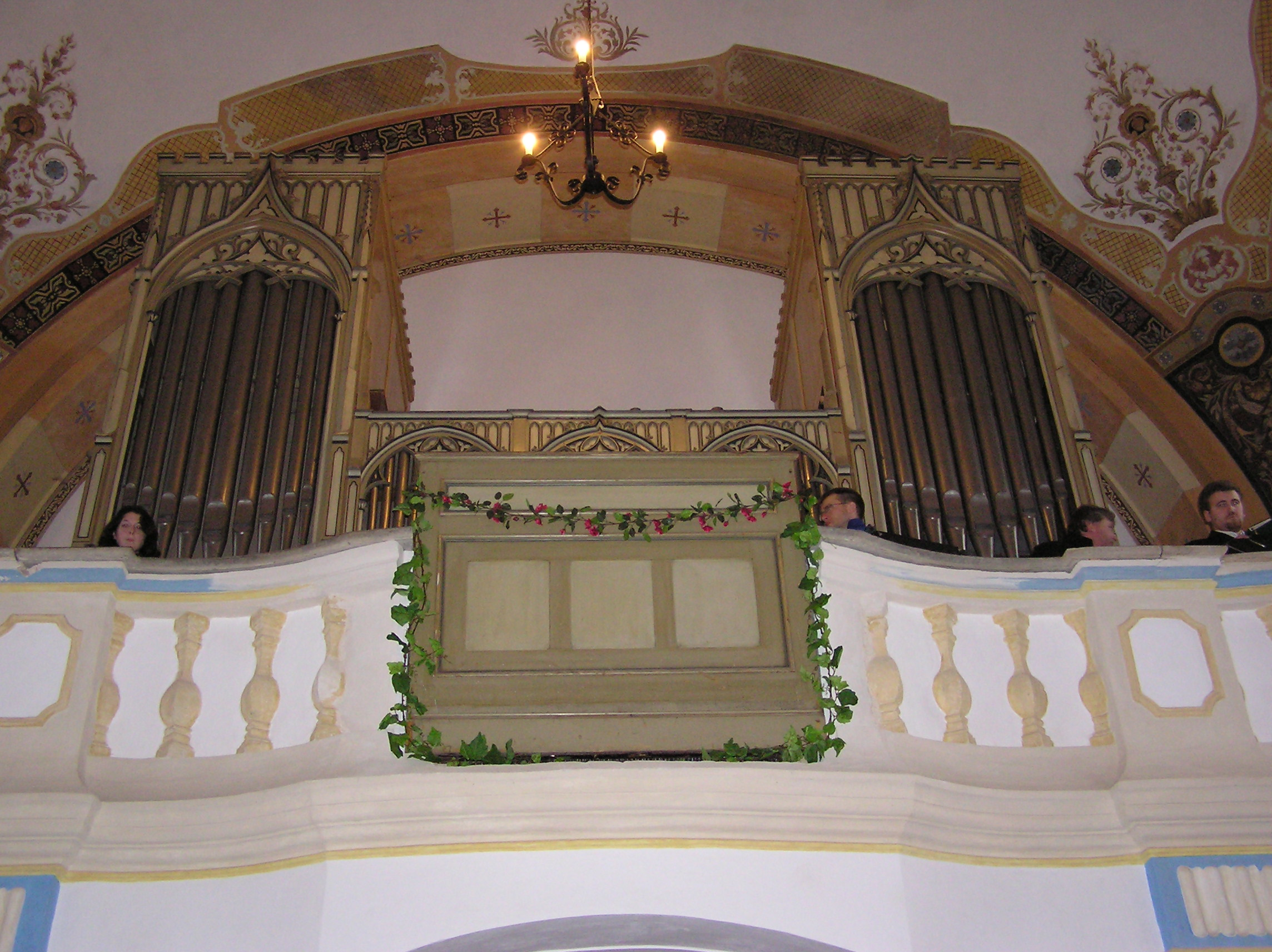
Prospekt varhan Martina Zausse ve Stráži pod Ralskem

Po transferu do Děčína v r. 1953 se nástroj na zdejší kůr stavebně nevešel, proto byly nejdelší píšťaly zkráceny na 1/2. Provedla firma Mỗlzer Kutná hora (zápis uvnitř, zápis na vnitřní straně hracího stolu Jana Vovsa).

## Okolí kostela
Kostel stojí na hřbitově, do něhož vede barokní vstupní brána. V parku severovýchodně od kostela stojí socha císaře Josefa II.